# Rafael Gálvez (Squashspieler)
Rafael Thomas Gálvez Zeuner (* 12. September 2000 in Lima) ist ein peruanischer Squashspieler.

## Karriere
Rafael Gálvez spielte bislang nicht regelmäßig auf der PSA World Tour, sicherte sich aber in Turniere der Satellite-Kategorie Weltranglistenpunkte. Seine höchste Platzierung erreichte er dadurch mit Rang 350 am 20. November 2023. Er wurde bereits zahlreiche Male für die peruanische Nationalmannschaft nominiert. Sein Debüt gab er dabei bei den Südamerikameisterschaften 2015. Seinen ersten großen Erfolg erzielte er 2018 mit dem Gewinn der Goldmedaille im Mannschaftswettbewerb bei den Südamerikaspielen in Cochabamba. Im Einzel schied er in der ersten Runde aus. 2022 wurde er mit Alonso Escudero in Mexiko-Stadt im Doppel Vizepanamerikameister, nachdem sie im Finale dem kolumbianischen Doppel Andrés Herrera und Juan Vargas unterlegen waren. Im selben Jahr verloren Gálvez und Escudero gegen Herrera und Vargas auch das Finale der Südamerikaspiele in Asunción. Gálvez vertrat Peru 2022 außerdem bei den World Games in Birmingham, bei denen er in der ersten Runde gegen David Baillargeon ausschied.
2023 erreichte Gálvez mit der peruanischen Nationalmannschaft das Finale der Panamerikameisterschaften, das Peru mit 1:2 gegen Kolumbien verlor. Bei den Panamerikanischen Spielen in Santiago de Chile gewann Gálvez im selben Jahr mit der Mannschaft die Bronzemedaille. 2024 wurde er mit Alonso Escudero erneut Vizepanamerikameister im Doppel. Er gehörte auch zur Mannschaft, die 2024 ihr Weltmeisterschaftsdebüt gab.

## Erfolge
- Vizepanamerikameister im Doppel: 2022, 2024
- Vizepanamerikameister mit der Mannschaft: 2023
- Panamerikanische Spiele: 1 × Bronze (Mannschaft 2023)
- Südamerikaspiele: 1 × Gold (Mannschaft 2018), 1 × Silber (Doppel 2022)